# Sông Cồn Tròn
Sông Cồn Tròn là một con sông nhỏ ở phía đông Thành phố Cần Thơ, trước đây thuộc huyện Cù Lao Dung, tỉnh Sóc Trăng. Sông Cồn Tròn ngày nay chính là sông Ba Thắc xưa kia, nhưng ngày nay nhỏ hơn nhiều và cửa sông nằm ở hướng khác.
Ban đầu sông Ba Thắc rất rộng, nằm giữa sông Định An và sông Trần Đề, cả ba cùng đổ vào biển Đông qua 3 cửa sông. Sông Ba Thắc nằm giữa cù lao Tròn ở phía tây và cù lao Dung ở phía đông, đổ vào biển Đông qua cửa Ba Thắc. Sau thời gian dài phù sa bồi tụ đã tạo nên một cồn lớn ngay cửa sông, và ngày càng lớn dần, cồn được bồi tụ này nằm gần với cù lao Dung, lượng phù sa lớn tiếp tục bồi đắp dần nên cửa Ba Thắc bị bít kín, gắn kết phần cồn mới vào cù lao Dung. Độ rộng của sông cũng thu hẹp dần, dòng chảy tách thành hai nhánh và chuyển hướng về phía tây để đổ vào sông Hậu. Cả hai nhánh đổ vào sông Hậu có cửa nằm gần nhau. Phần cửa sông vẫn còn một diện tích nhỏ rừng ngập mặn.